# Hột cơm

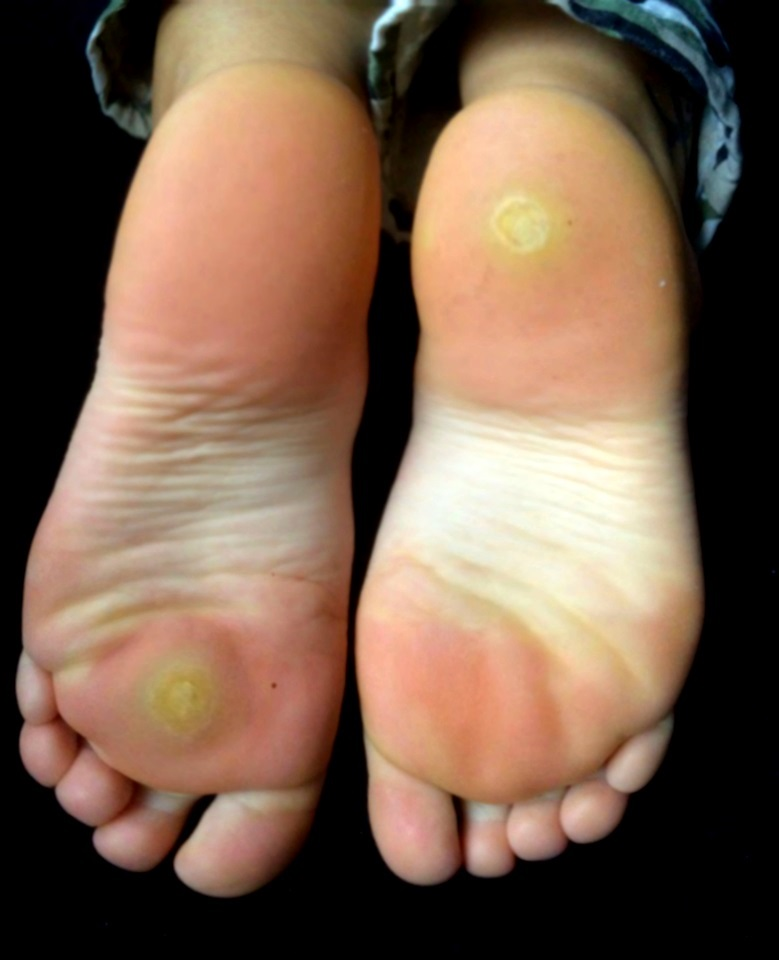
Mụn cóc sâu rất đau ở lòng bàn chân

Hột cơm là một nốt nhỏ và cứng, thường thấy trên bàn tay và bàn chân, trông giống như một cái súp lơ hoặc một vết phỏng cứng. Hột cơm rất thường thấy, và được gây ra bởi virus, cụ thể là virus papilloma ở người (HPV) và dễ lây qua tiếp xúc da. Hột cơm cũng có thể lây qua việc dùng chung khăn tắm hoặc những đồ vật khác. Hột cơm thường biến mất sau một vài tháng nhưng cũng có thể tồn tại vài năm và có thể tái xuất hiện. Có loại hột cơm tự biến mất, có loại không. Các bác sĩ cũng không biết loại hột cơm nào tự biến mất, loại nào không, và tại sao. Một số virus papilloma được biết là gây nên bệnh ung thư cổ tử cung.

## Các loại hột cơm
Một loạt các loại hột cơm khác nhau đã được nhận dạng, chúng khác nhau về hình dáng và vùng da ảnh hưởng, cũng như loại papillomavirus liên quan. Trong đó có:
- Hột cơm thông thường (verruca vulgaris): một hột cơm nổi lên với bề mặt cứng, thường thấy trên bàn tay và đầu gối
- Hột cơm phẳng (verruca plana): một loại hột cơm nhỏ và nhẵn, cùng màu da hoặc đậm hơn, có thể xuất hiện với số lượng lớn, thường thấy trên mặt, cổ, tay, cổ tay và đầu gối.
- Hột cơm hình chỉ: một loại hột cơm hình chỉ hoặc hình ngón tay, thường thấy trên mặt, đặc biệt là ở mí mắt và môi.
- Hột cơm bàn chân (verruca, verruca pedis): một cục cứng đôi khi gây đu, thường có nhiều nốt đen ở chính giữa, xuất hiện nhiều trên những vùng da chịu nhiều áp lực trên lòng bàn chân.
- Hột cơm khảm: một nhóm nhiều hột cơm bàn chân mọc sít với nhau, thường thấy trên bàn tay hoặc lòng bàn chân
- Hột cơm vùng sinh dục (Condyloma acuminatum, Verruca acuminata): lây truyền qua đường sinh dục

## Các cách chữa trị

### Các cách đặc trị
Cách đặc trị có thể được thầy thuốc kê đơn bao gồm:
- Keratolysis, loại bỏ những tế bào da chết trên bề mặt, sử dụng salicylic acid, các tác nhân sắc bén, các chất tăng cường hệ miễn dịch ("immunomodulators"), hoặc formaldehyde.
- Cryosurgery, làm tê liệt hột cơm (thường với dung dịch nitrogen), tạo nên một nốt phỏng giữa hột cơm và tầng biểu bì, sau đó hột cơm và vùng da xung quanh chết đi và tự rơi ra.
- Phẫu thuật cắt bỏ hột cơm
- Giải phẫu bằng tia laser
- Imiquimod, một loại kem cục bộ có tác dụng giúp hệ miễn dịch của cơ thể chống lại virus gây ra hột cơm bằng cách thúc đẩy sự sản xuất protein interferon.
- Tiêm Candia vào vùng có hột cơm, cũng có tác dụng tăng cường hệ miễn dịch của cơ thể
- Cantharidin, một loại hóa chất được tìm thấy ở nhiều thành viên trong họ bọ cánh cứng.

Cách đặc trị nên được tiến hành với sự chỉ dẫn của bác sĩ. Phẫu thuật cắt hột cơm hoặc đốt hột cơm bằng tia laser có thể gây sẹo và sẹo bỏng. Hột cơm mới vẫn có thể tái xuất hiện ngay cả khi hột cơm cũ đã được chữa trị.

### Các cách chữa trị khác
- Một cách tự chữa trị thông dụng là sử dụng băng dính y tế dán lên hột cơm. Miếng băng sẽ gây ngứa và kích thích cơ thể chống lại với hột cơm. Dán miếng băng lên hột cơm trong vòng 1 tuần. Sau khi bóc miếng băng ra, ngâm hột cơm vào nước và cọ xát nhẹ nhàng với một miếng bìa phủ bột mài (cây giũa móng tay) hoặc một miếng đá bọt. Bỏ miếng băng qua đêm, sau đó lặp đi lặp lại đến khi hột cơm biến mất hoàn toàn.
- Nhiều người chữa hột cơm bằng cách ngâm vùng da có hột cơm vào nước nóng hoặc thuốc tím để bề mặt da mềm ra rồi bóc đi.
- Cách chữa trị như cắt bỏ hột cơm hoặc dùng cây nhang đốt hột cơm tại gia đình có thể gây đau, nhiễm trùng và để lại sẹo.

### Các cách chữa mẹo
Trong dân gian có rất nhiều cách chữa mẹo nhưng không phải cách nào cũng có hiệu quả. Nhiều người cho rằng để chữa mẹo có hiệu quả thì phải tiến hành bí mật không để người khác biết và phải tin vào cách chữa mẹo đó. Có người lại cho rằng chỉ cần quên hột cơm đi là chúng tự biến mất. Cũng có người tin rằng nếu đếm số hột cơm mà mình có thì hột cơm sẽ mọc nhiều hơn.